# Nanomia bijuga
Nanomia bijuga är en nässeldjursart som först beskrevs av Delle Chiaje 1841.  Nanomia bijuga ingår i släktet Nanomia och familjen Agalmatidae. Inga underarter finns listade i Catalogue of Life.